# Euchomenella moluccarum
Euchomenella moluccarum är en bönsyrseart som beskrevs av Henri Saussure 1872. Euchomenella moluccarum ingår i släktet Euchomenella och familjen Mantidae. Inga underarter finns listade i Catalogue of Life.